# Bosnië (Ottomaanse provincie)
De Provincie Bosnië of Pasjaluk Bosnië was de meest westelijk gelegen Ottomaanse provincie. Het gebied komt grotendeels overeen met het huidige Bosnië-Herzegovina.

## Geschiedenis
In het midden van de zeventiende eeuw was de pasjaluk op zijn grootst en omvatte het huidige Bosnië-Herzegovina maar ook grote delen van Slavonië, Dalmatië en Lika die in het huidige Kroatië liggen. De provincie was onderverdeeld in acht sandjaks. 
- Sandjak Požega
- Sandjak Bosnië
- Sandjak Bihać
- Sandjak Krka-Lika
- Sandjak Klis
- Sandjak Herzegovina
- Sandjak Zvornik
- Sandjak Cernik

De Ottomaanse oorlogen in Europa bleven echter duren en de provincie verloor een deel van zijn grondgebied in diezelfde eeuw. Na de Vrede van Karlowitz bleven er nog maar vier sandjaks over, waarvan er nog eens drie grondgebied verloren. Voor de Vrede van Passarowitz verdwenen er ook nog eens 28 militaire kampen die vooral aan de grensgebieden lagen. Deze gebieden met veel militaire bewaking correspondeerde met de Oostenrijkse Militaire Grens, die aan de andere kant van de grens lag.
In 1833 werd Herzegovina afgescheiden van Bosnië en werd de aparte pasjaluk Herzegovina waarvan Ali-paša Rizvanbegović de vizier was. Na zijn dood in 1851 werden beide pasjaluks in een nieuwe entiteit gezet dat bekend werd als Bosnië en Herzegovina. 
De eerste hoofdstad was Sarajevo (Saraybosna) tussen 1463 en 1583 en opnieuw tussen 1851 en 1878. Andere hoofdsteden waren Banja Luka (Banyaluka) tussen 1583 en 1686 en Travnik tussen 1686 en 1851.